# Peix eriçó

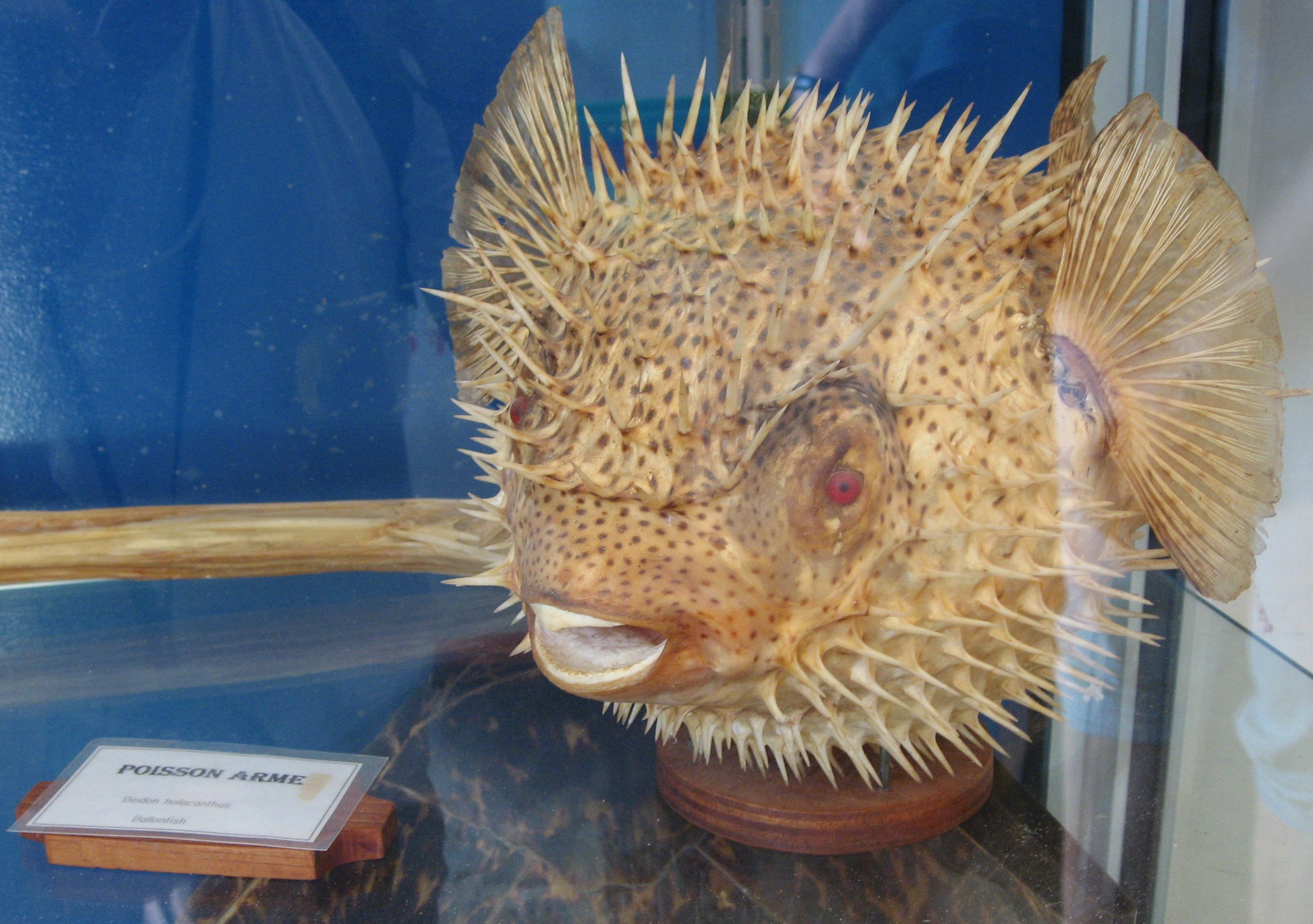
Exemplar dissecat al Fort Napoléon de Guadaloupe

El peix eriçó (Diodon holocanthus) és una espècie de peix de la família dels diodòntids i de l'ordre dels tetraodontiformes.

## Morfologia
- Els mascles poden assolir 50 cm de longitud total.[2]

## Alimentació
Menja mol·luscs, eriçons de mar i crancs durant la nit.

## Hàbitat
És un peix marí, de clima subtropical i associat als esculls de corall que viu entre 2-200 m de fondària.

## Distribució geogràfica
Es troba als oceans Atlàntic, Índic i Pacífic.

## Costums
És un peix solitari.

## Interès comercial
És emprat en la medicina tradicional xinesa.

## Observacions
N'hi ha informes d'enverinament per ciguatera.